# كوديجيو (تشيلي)
كوديجيو (بالإسبانية: Codegua)‏ هي بلدية تقع في تشيلي في مقاطعة كاتشبوال. يقدر عدد سكانها بـ 12,495 نسمة ومساحتها 286.9 كم2 وترتفع عن سطح البحر 536 متر.

## أعلام
- كريستوبال غونزاليس